# Bordeaux-en-Gâtinais
Bordeaux-en-Gâtinais là một xã trong tỉnh Loiret, vùng Centre-Val de Loire bắc trung bộ nước Pháp. Xã này nằm ở khu vực có độ cao từ 79-96 mét trên mực nước biển.